# Siklósy Károly
Siklósy Károly (Schwarzkopf Károly, Bóly, 1816 körül – Budapest, 1894. március 18.) orvosdoktor, Pest városának főorvosa.

## Életrajz

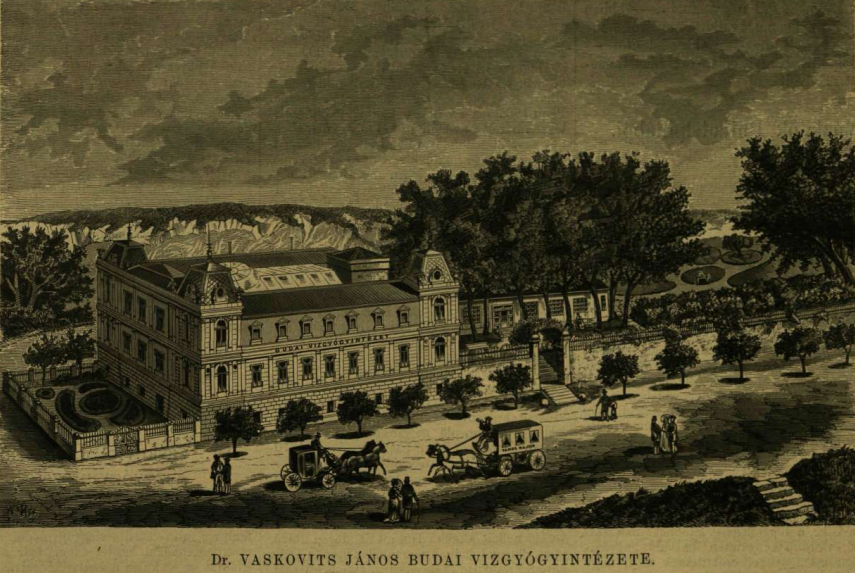
A gyógyintézet

Bólyi (Baranya megye) származású; a pesti egyetemen 1842-ben, midőn Schwarzkopf családi nevét Siklósyra változtatta, ötödéves orvosnövendék volt és 1845-ben ugyanott nyert orvosdoktori oklevelet. Később Pest főorvosa lett.
Gyógytestgyakorlati és vízgyógyintézete volt Budán, mely 1853-ban nyílt meg, majd 1869-ben Vaskovits János tulajdonába került. 1857-ben Berlinben sajátította el Ling gyógytornamódszerét, melyet Magyarországon eleinte a vízgyógyászattal alkalmazott, később kiegészítette azt Johann Schroth életrendi gyógymódjával. Meghalt 1894-ben, 78. évében.
Cikkei az Orvosi Hetilapban (1857. Svéd gyógytestgyakorlat kapcsolatban a vízgyógyászattal); a Vasárnapi Ujságban (1857. A gyógytestgyakorlat ügyében); a Falusi Gazdában (1866. II. 10. sz. Óvszer a cholera ellen).

## Munkái
- Orvosrendőrségi értekezés a lelenczházakról. (Orvostudori értekezés.) Pest, 1844. (Latin címmel is.)
- Gyógytestgyakorlati és vízgyógy-intézete Budán. Uo. 1856. (Különnyomat a Vasárnapi Ujságból és a Pesti Naplóból.)
- A vízgyógymód. Utasítás a leggyakrabban előforduló betegségeknek gyógyítására. A szenvedők használatára írta ... Uo. 1859. Fametszettel.
- Beschreibung der von ... gegründeten Wasser-Heilanstalt in Ofen am Fusse des kleinen Schwabenberges. Uo. 1859.
- A természetes gyógymód, vagy a betegségeknek gyógyszer nélkül étrendi szabályok szoros megtartása általi gyógyítása, a Schrott által alapított s utóbb tökélyesített rendszer alapján és pontos leírása a korunkban roppantúl elterjedt görvély-kórnak (Scrophula) és bujasenyvnek, azok pontos gyógyításával együtt. Uo. 1863. (2. kiadás. Uo. 1865.)
- Az önfentartás. Orvosi tanácsadó a nemi részek minden betegségeiben, melyek fiatalkori vétkek, nemi szerelem túlságos élvezete és ragály által származnak, gyakorlati megjegyzésekkel az idő előtti tehetetlenségről, női magtalanságról és azoknak gyógyításáról. Irták La Mert Lima és Sámuel. A 10. kiadás után átdolgozta és saját megjegyzéseivel bővítette... Uo. 1865.
- Harmincz évi tapasztalat a vízgyógyászat terén dióhéjban orvosok és művelt olvasók számára. Budapest, 1876.